# ملعب تونغ نهات
ملعب تونغ نهات هو ملعب متعدد الاستخدام يقع في مدينة هو تشي منه الفيتنامية. غالباً ما يتم استخدامه لمباريات كرة القدم. يسع الملعب لجلوس 25 ألف متفرج. يعتبر الملعب الرسمي الذي يخوض فيه نادي هو تشي مينه مبارياته.